# ハインリヒ・ローゼ

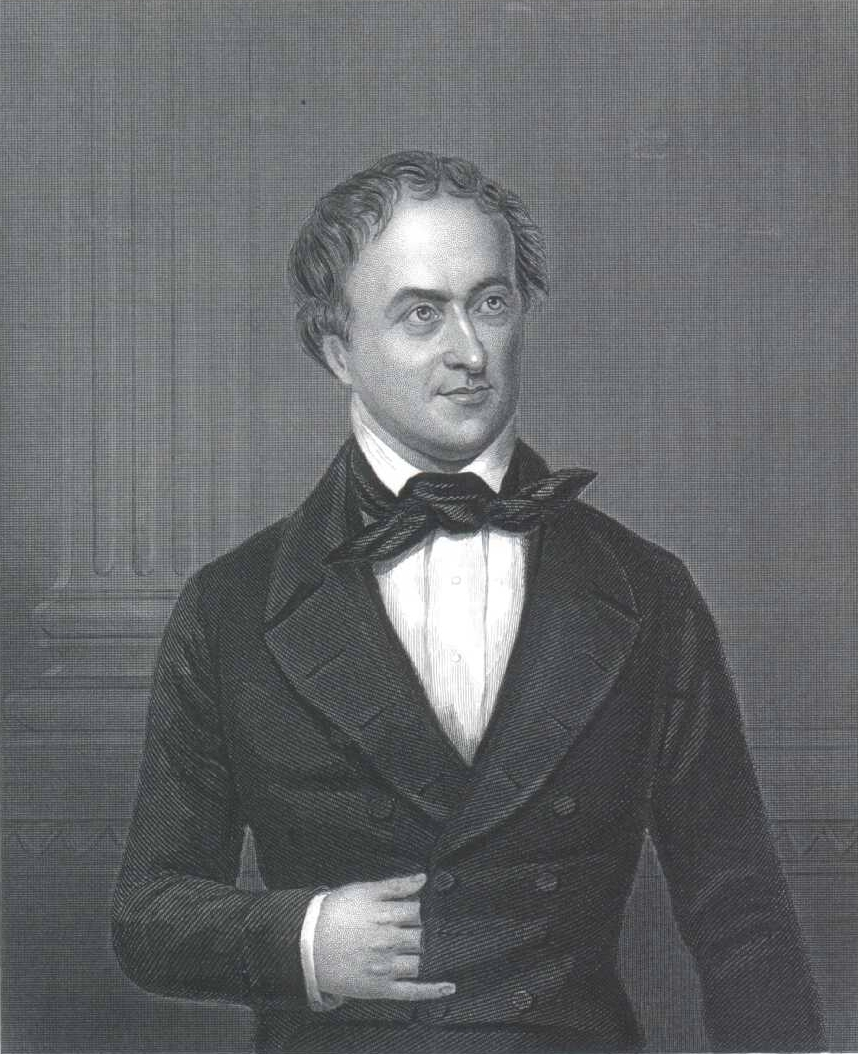
Heinrich Rose

ハインリヒ・ローゼ（Heinrich Rose、1795年8月6日 – 1864年1月27日）はドイツの鉱物学者、分析化学者である。1846年に新元素ニオブを再発見し、ギリシャ神話のタンタロスの娘ニオベーにちなんでニオブと命名した。 

## 経歴
薬学者 Valentin Rose (1762–1807) の息子としてベルリンに生まれた。鉱物学者のグスタフ・ローゼ(en:Gustav Rose)は弟である。1823年からベルリン大学の教授を務めた。

## ニオブの発見
1846年に化学的性質がタンタルと似ている新しい元素を発見し、タンタルと異なる元素であることを証明し、ニオブと命名した。1801年にチャールズ・ハチェットが発見し、コロンビウムと命名されたが（ローゼはハチェットの発見については知らなかった）、一旦はタンタルに統合された元素がニオブと同一であることが1846年に確認されたため、米英ではコロンビウム、日本を含む他の国ではニオブと呼ばれることとなった。1949年に IUPACにより名称がニオブに統一された。 